# Лошадиная сила
Лошади́ная си́ла (русское обозначение: л.с.; английское: hp; немецкое: PS; французское: CV) — внесистемная единица мощности.
В мире существует несколько единиц измерения под названием «лошадиная сила». В России, если речь не идёт про автомобили, как правило, под лошадиной силой имеется в виду так называемая «электрическая лошадиная сила», равная точно 746 ваттам.
В настоящее время в России формально лошадиная сила выведена из употребления, однако до сих пор применяется для расчёта транспортного налога и ОСАГО, где применяется налоговая лошадиная сила, установленная равной 735,499 Вт. В России, как и во многих других странах, она всё ещё широко распространена в среде, где используются двигатели внутреннего сгорания (автомобили, мотоциклы, тракторная техника, мотокосы и триммеры). Как правило, под лошадиной силой имеется в виду так называемая «метрическая лошадиная сила», равная 735,49875 ваттам.
В Международной системе единиц (СИ) официально установленной единицей измерения мощности является ватт.
В английской системе мер единицей измерения мощности считается фунто-фут в секунду, но в реальности в Англии он уже не используется, а в США — используется исключительно редко.
Международная организация законодательной метрологии (МОЗМ) в своих рекомендациях относит метрическую лошадиную силу к единицам измерения, «которые должны быть изъяты из обращения как можно скорее там, где они используются в настоящее время, и которые не должны вводиться, если они не используются».

## Эталоны лошадиной силы

### Механическая лошадиная сила
В автомобильной отрасли США и Великобритании лошадиные силы чаще до сих пор приравнивают к 745,69988145 Вт (обозначение англ. hp), что равно 1,01386967887 метрической лошадиной силы.

#### Нарицательная мощность
Нарицательная мощность (также нарицательная сила) — условная мощность паровой машины, вычисленная по эмпирической формуле, предложенной Джеймсом Уаттом. Традиционно нарицательная мощность выражалась в британских лошадиных силах, равных приблизительно 745,7 Вт.

##### Нарицательная мощность паровых машин
Нарицательная мощность паровой машины могла быть вычислена в британских лошадиных силах при помощи предложенной Уаттом формулы:
{\displaystyle N=S\cdot P\cdot v/33000,}
где:
- {\displaystyle N} — нарицательная мощность в британских лошадиных силах (1 hp = 745,7 Вт);
- {\displaystyle S} — площадь поршня в кв. дюймах (кв. дюйм = 6,452 см2);
- {\displaystyle P} — среднее избыточное давление пара, фунты на квадратный дюйм (1 фунт на квадратный дюйм = 0,00685 МПа);
- {\displaystyle v} — скорость поршня, фут/мин (фут/мин = 0,00508 м/с).

При этом, вместо давления пара в цилиндре использовалось легче измеряемое среднее давление пара в котле.
Применительно к действующей в настоящее время системе единиц, формула Уатта может быть записана в виде:
{\displaystyle N=S\cdot P\cdot v=0,7793\cdot D^{2}\cdot P\cdot v,} где:
- {\displaystyle N} — нарицательная мощность, Вт;
- {\displaystyle S} — площадь поршня, м2;
- {\displaystyle D} — диаметр цилиндра, м;
- {\displaystyle v} — средняя скорость поршня, м/с;
- {\displaystyle P} — среднее избыточное давление пара, Па.

Формула Уатта давала близкие к реальности результаты для большинства тихоходных машин, работавших на паре с невысокими давлением (0,11—0,15 МПа), построенных в конце XVIII — начале XIX вв.
На практике использовалась ещё более упрощённая формула для нарицательной мощности:
{\displaystyle N=S\cdot 7\cdot 220/33000,}
где:
- {\displaystyle N} — нарицательная мощность в британских лошадиных силах (1 hp = 745,7 Вт);
- {\displaystyle S} — площадь поршня в кв. дюймах (кв. дюйм = 6,452 см2).

Она была получена исходя из того, что среднее избыточное давление пара, обычно получаемое в паровых машинах того времени, было равно 7 фунтам на кв. дюйм, а средняя скорость поршня — 220 футов в минуту.
Нарицательная мощность широко применялась в первой половине и середине XIX века, особенно для судовых двигателей. Это было следствием того, что, будучи отражением объективного параметра машины — диаметра поршня, она нередко говорила специалисту в данной области намного больше, чем реальная (индикаторная) мощность, которая, при отсутствии в те годы достаточно устойчивых конструкций паровых двигателей, могла быть достигнута при весьма различных размерах, массе и конструкции машины. Нарицательная же мощность, при всей своей условности, отражала соотношение этих параметров двигателей различной конструкции с достаточной достоверностью.
Между тем, с ростом давлений и скоростей реальная мощность стала очень сильно отличаться от нарицательной мощности, вычисленной по упрощённой формуле: сначала в 2-3, а впоследствии — в 5 и более раз. Даже полная формула Уатта стала давать неверные значения, так как при высоких скоростях реальное давление пара в цилиндре было меньше, чем в котле, и к тому же сильно изменялось на разных стадиях движения поршня. Это предвидел и сам Уатт, и даже предложил использовать «индикаторы» (специальные манометры) для измерения давления в самом цилиндре на разных стадиях.
Как результат, вместо нарицательной мощности было введено понятие индикаторной мощности, вычисленной согласно измерениям с помощью индикаторов (приборов, позволяющих непосредственно измерять рабочие параметры машины, такие, как давление пара в цилиндре). Со временем, во всей документации стала указываться только она, поскольку понятие нарицательной мощности потеряло всякий практический смысл.
На смену нарицательной лошадиной силе пришла индикаторная лошадиная сила (русское обозначение: и.л.с.; английское: ihp; немецкое: iPS), равная британской (1 hp = 745,7 Вт).

### Метрическая лошадиная сила
Встречаются обозначения нем. PS , исп. cv, нидерл. pk, фр.  ch
В большинстве европейских стран европейская лошадиная сила определяется как 75 кгс·м/с, то есть как мощность, которая требуется, чтобы равномерно вертикально поднимать груз массой в 75 кг со скоростью 1 метр в секунду при стандартном ускорении свободного падения (9,80665 м/с²). В таком случае 1 л. с. составляет ровно 735,49875 Вт, что иногда называют метрической лошадиной силой, хотя она не входит в метрическую систему единиц.

### Налоговая лошадиная сила
В Российской Федерации для исчисления налогов для автомобилей величина лошадиной силы установлена равной 735,499 Вт.

### Электрическая лошадиная сила
В энергетике используется электрическая лошадиная сила равная 746 ватт.

### Гидравлическая лошадиная сила
Внесистемная единица измерения мощности. 1 гидравлическая лошадиная сила = 745,7 ватт.

### Мощность котла
В США также используются котловая лошадиная сила (Boiler horsepower — используются в промышленности и энергетике).
Мощность котла — это способность котла подавать пар в паровой двигатель. 
Мощность одного котла равна количеству тепловой энергии, необходимой для испарения 34,5 фунтов (15,6 кг) пресной воды при 212 °F (100 °C) за один час. В первые дни использования мощность котла примерно равна мощности двигателей, питаемых от котла. 
Котловая лошадиная сила равна 1000 кгс·м/с. или 9,8 кВт или 33 475 Btu/час. (единица измерений используется в США)

## Соотношения
| Название                                                | Формула                              | Мощность в ваттах               |
| ------------------------------------------------------- | ------------------------------------ | ------------------------------- |
| Метрическая лошадиная сила                              | ≡ 75 кгс·м/с                         | = 735,49875 Вт (точно), ~735 Вт |
| Механическая лошадиная сила Индикаторная лошадиная сила | ≡ 33 000 фут·lbf/мин ≡ 550 фут·lbf/с | = 745,69987158227022 Вт         |
| Электрическая лошадиная сила                            |                                      | = 746 Вт                        |
| Котловая лошадиная сила                                 | ≡ 33 475 BTU/ч                       | = 9809,5 Вт                     |

Для вычисления мощности двигателя внутреннего сгорания в киловаттах следует использовать соотношение 1 кВт = 1,3596 л. с. (1 л. с. = 0,73549875 кВт).
Для вычисления мощности паровой машины в киловаттах следует использовать соотношение 1 кВт = 1,341022089595028 л. с. (1 л. с. = 0,74569987158227022 кВт).

## История
Лошадь с древних времён использовалась людьми в качестве тяглового скота. В XVIII веке, на основе наблюдений за работой лошадей были выполнены расчёты, показывающие, какую полезную мощность имеет лошадь при длительной работе. Так, Дезагюлье определил мощность лошади в 103 кгс·м/с, Смитон в 53 кгс·м/с, Тредгольд в 64 кгс·м/с, Уатт в 76 кгс·м/с.
Приблизительно в 1789 году шотландский инженер и изобретатель Джеймс Уатт ввел термин «лошадиная сила», чтобы показать, работу скольких лошадей способны заменить его паровые машины. В частности утверждается, что одну из первых машин Уатта купил пивовар, чтобы заменить ею лошадь, которая приводила в действие водяной насос. Согласно распространенной легенде, при этом пивовар решил сжульничать, выбрав самую сильную лошадь и заставив её работать на пределе сил. Уатт принял и даже превысил полученное пивоваром значение, и эталоном стала именно мощность построенной машины, несмотря на то что реальная мощность, которую развивает лошадь при нормальной работе в течение продолжительного времени, значительно меньше — по некоторым оценкам, в полтора раза.
В то время в Англии для поднятия из шахт угля, воды и людей использовались бочки объёмом от 140,9 до 190,9 л. Существовала (и существует) единица объема баррель, основанная на массе типовой бочки (англ. barrel) с грузом, которая весила 380 фунтов (1 фунт = 0,4536 кг), то есть 1 баррель = 172,4 кг. Вытащить такую бочку могли только две лошади за канат, перекинутый через блок. Усилие средней рабочей лошади в течение 8 часов работы составляет 15 % от её веса или 75 кгс при массе лошади в 500 кг. За 8 часов лошадь с таким усилием может пройти 28,8 км со скоростью 3,6 км/ч (1 м/с).
Наблюдая за традиционным источником энергии — лошадью, Уатт пришел к выводу, что бочку массой 180 кг могут вытягивать из шахты две лошади со скоростью 2 морских мили/ч (примерно 3,6 км/ч). В этом случае лошадиная сила в английских мерах принимает вид 1 л. с. = 1/2 барреля · 2 морских мили/ч = 1 баррель · морская миля/ч (здесь баррель принят за единицу силы, а не массы). То же самое в более мелких единицах составляет 380 фунтов на 98,4 футов/мин, что приблизительно равно 846,4 ваттам. Если округлить расчёты в фунто-футах за минуту (оставив ускорение свободного падения в единицах СИ, равным 9,80665 м/с2, то 1 ватт=433,9735 фунто-футов/мин) и принять груз, который должна тянуть лошадь с постоянной скоростью 1 м/с равным 75 кг, то лошадиная сила будет равна 736,56 ватт, что составляет приблизительно 320 000 фунто-футов в минуту. Поэтому 1 лошадиную силу считают равной 735,5 ватт.
Расчёты Уатта относились к мощности лошади, усреднённой за большое время. Кратковременно лошадь может развивать мощность около 1000 кгс·м/с, что соответствует 9,8 кВт или 33 475 BTU/ч (котловая лошадиная сила).
На Втором Конгрессе Британской Научной ассоциации в 1882 году была принята новая единица измерения мощности — ватт (обозначение: Вт, W), названая в честь Джеймса Уатта (Ватта), создателя универсальной паровой машины. 
До этого при большинстве расчётов использовались введённые Джеймсом Уаттом лошадиные силы.

## Мощность двигателя
Для мощностей автомобильных двигателей есть не только разные единицы измерения, но и разные способы измерения, дающие разные результаты. Стандартный способ измерения мощности, принятый в Европе, использует киловатты. Если же мощность дана в лошадиных силах, то способы измерения в разных странах могут отличаться (даже если используются одни и те же лошадиные силы).
В США и Японии используют свои стандарты определения лошадиных сил двигателя, но они уже давно практически полностью унифицированы с другими. И в Америке, и в Японии существуют два вида показателей:

### Измерение нетто
Измерение мощности двигателя нетто (итал. netto — чистый, net). Предусматривает стендовое испытание двигателя, оборудованного всеми вспомогательными, необходимыми для эксплуатации транспортного средства агрегатами: генератором, глушителем, вентилятором и пр.

### Измерение брутто
Подразумевает стендовое испытание двигателя, не оборудованного дополнительными, необходимыми для эксплуатации транспортного средства агрегатами: генератором, насосом системы охлаждения и так далее. Мощность брутто выше мощности нетто на 10-20 % и более, чем до установления федерального стандарта в 1972 году широко пользовались североамериканские производители автомобилей, завышая мощность двигателей.

### Измерение по DIN
Метод измерения мощности немецкого института стандартизации (Deutsche Industrie Normen, DIN) предусматривает стендовое испытания двигателя с «неотделимым» оборудованием, которое обязательно присутствует на автомобиле. Неотделимым оборудованием в данном методе считается вентилятор системы охлаждения, насос системы охлаждения, масляный и топливный насосы, и также генератор, не имеющий нагрузки. Испытания проводятся без воздушного фильтра и глушителя.

## Лошадиная сила в транспортном налогообложении

### Россия
В России величина транспортного налога зависит от мощности двигателя в лошадиных силах. Пересчёт в лошадиные силы осуществляется путём умножения мощности двигателя (кВт) на множитель, равный 1,35962 (то есть используется переводной коэффициент 1 л. с. = (1/1,35962) кВт). Хотя законом вопрос не урегулирован, налоговые органы советуют при таком пересчёте во внесистемные единицы мощности (л.с.) округлять с точностью до второго знака после запятой.
Каждый субъект федерации имеет право увеличивать или уменьшать размер налога в пределах федеральных норм.

### Другие страны
В прошлом в некоторых странах (например, в Великобритании, Германии, Бельгии, Франции, Испании) транспортный налог зависел от мощности в лошадиных силах. В одних странах отказались от использования мощности при налогообложении (например, в Великобритании в сороковых годах вместо мощности стали использовать размеры автомобиля), в других (например, во Франции), вместо лошадиных сил стали использовать киловатты. От тех времён остались выражения «Caballo fiscal» и «Cheval fiscal».
Помимо использования лошадиных сил в расчётах транспортного налога, в РФ данный вид единицы мощности применяется в страховании. А именно при расчёте страховой премии при обязательном страховании гражданской ответственности владельцев транспортных средств.

## Обозначение на машинах
Для легковых машин обозначение мощности на кузове — явление крайне редкое, однако оно более распространено на грузовых машинах и тракторах. На грузовиках европейского типа, включая некоторые российские, мощность в лошадиных силах указывается на кабине либо над колёсной нишей переднего моста, либо на передней части кабины.
На электрогенераторах мощность двигателя внутреннего сгорания обозначается латинскими буквами HP, например, 5HP. Электрическая мощность генератора, как правило, заметно меньше.
- Грузовик Scania P320 мощностью в 320 л. с.
- Автомобиль Volvo FH 12, на кабине чуть дальше от двери указан экологический класс Евро-5 и мощность в 480 л. с.